# La Vie des autres (série télévisée)
Cette série télévisée ne doit pas être confondue avec La Vie des autres, film allemand sorti en 2006
La Vie des autres est un ensemble de feuilletons télévisés français, de vingt-et-un chapitres de chacun dix épisodes de treize minutes, écrits et réalisés par des auteurs et réalisateurs différents, et diffusés sur Antenne 2 en 1980, en 1981 puis en 1984.

## Fiche technique
- Réalisateurs (par ordre alphabétique) : Gérard Clément, René Clermont, Jean-Pierre Desagnat, Emmanuel Fonlladosa, Pierre Goutas, Robert Guez, Gilles Legrand, Jean-Luc Moreau, Jean-Pierre Prévost et Alain Quercy.
- Scénaristes (par ordre alphabétique) : Julien Bache, Jean Canolle, Christine Carrel, Michel Clermontet, Bernard Dabry, Léo Dartey, Marie Devort, Dominique Dorval, Nicolas Gamonal, Pierre Gaspard-Huit, Jean Gérard, Bernard Granger, Daniel Gray, Robert Guez, Jean Patrick, Patrick Hunt, Jean-Pierre Jaubert et Alain Quercy.
- Musique : Pierre Delas, Carlos Leresche, Jean-Pierre Mas, Alain-Charles Mitz et Robert Viger.

## Distribution
- Par ordre alphabétique : Mireille Audibert, Paul Barge, Alain Beigel, Hervé Bellon, Jean-Pierre Bernard, Michel Berreur Étienne Bierry, Paul Bisciglia, Claude Brosset, Marianne Comtell, Georges Corraface,  Michel Creton, Jean-Pierre Darroussin, Christine Delaroche, Jo Dalat,  Paulette Dubost, Antoine Duléry, Robert Etcheverry, Geneviève Grad, Patrick Guillemin, Catherine Jarrett, Billy Kearns, Anne Jolivet, René Lafleur,Amanda Langlet,Jean-Jacques Lagarde, Corinne Le Poulain, Alain Libolt, Raymond Meunier, Jacques Monod, Jacques Morel, Gisèle Pascal, Marie-Georges Pascal, Hélène Peychayrand,  Annette Poivre, Jean-François Poron, Bruno Pradal, Robin Renucci, Michel Robin, Robert Rollis, Pierre Santini, Jean-Pierre Sentier, Henri Serre, Hélène Vallier et André Valmy.

## Chapitres de dix épisodes
1980
- 10 mars : Le Bec de l'aigle de Pierre Nicolas, musique de Carlos Leresche
- 24 mars : Demain je me marie de René Clermont
- 7 avril : La Part des ténébres de Jean-Luc Moreau
- 21 avril : L'Intruse de Robert Guez
- 5 mai : La Crétoise de Jean-Pierre Desagnat, musique de Carlos Leresche
- 19 mai : Le Secret de Valincourt d'Emmanuel Fonlladosa, musique de Carlos Leresche
- 3 juin : La Croix dans le cœur de Pierre Goutas, musique de Carlos Leresche
- 16 juin : Le Scandale de Jean-Pierre Desagnat, musique de Carlos Leresche

1981
- 5 janvier : Patricia d'Emmanuel Fonlladosa, musique de Carlos Leresche
- 16 février : Pomme à l'eau d'Emmanuel Fonlladosa, musique de Carlos Leresche
- 30 mars : Vasco d'Alain Quercy
- 27 avril : Sofia de Gilles Legrand
- 25 mai : Julien d'Emmanuel Fonlladosa
- 8 juin : L'Autre Femme de Gérard Clément
- 20 juillet : L'Amnésique d'Alain Quercy
- 31 août : L'Ascension de Catherine Sarrazin de Jean-Pierre Prévost
- 12 octobre : Christophe de Gilles Legrand

1984
- 2 avril : La Jauneraie de Jean-Pierre Prévost
- 16 avril : Chimères d'Alain Quercy
- 30 avril : Virginie s'en va de Pierre Goutas, musique de Carlos Leresche
- 15 mai : La Ligne de conduite de Jean-Pierre Desagnat, musique de carlos Leresche